# Hottentott-guldmullvad
Hottentott-guldmullvad (Amblysomus hottentotus) är en däggdjursart som först beskrevs av Andrew Smith 1829.  Amblysomus hottentotus ingår i släktet Amblysomus och familjen guldmullvadar. IUCN kategoriserar arten globalt som livskraftig.

## Underarter
Arten delas in i följande underarter:
- A. h. hottentotus
- A. h. iris
- A. h. longiceps
- A. h. pondoliae
- A. h. meesteri

## Utbredning
Guldmullvadar förekommer bara i Afrika, söder om Sahara. Just denna art förekommer i sydöstra Sydafrika och i angränsande regioner av Lesotho och Swaziland.  Arten är vanlig i savannen och den vistas även i skogar, marskland och i sanddyner vid kusten. Hottentott-guldmullvad når i syd busklandskapet fynbos men där är den inte vanlig. Arten hittas i trädgårdar och på golfbanor.

## Utseende
Hottentott-guldmullvaden har på ovansidan en päls som varierar från rött till mörkaste brunt. På undersidan förekommer brun, rödbrun eller orangebrun päls. Några exemplar har en mörkbrun linje på undersidans centrum från strupen till buken. Arten har ofta ljusbrun till gulorange fläckar på kinderna. Pälsen hjälper djuren att hålla sig torra från den fukt som finns i jorden. Pälsen är tjockare på undersidan och isolerar mot kyla.
Djurets vikt varierar 37 – 85 gram, med hanarna något tyngre och större. Hanarnas kroppslängd är 115 – 135 millimeter, med en genomsnittlig vikt av 57 gram. Honorna är 105 – 135 millimeter i längd, med en genomsnittsvikt av 50 gram.
Hottentott-guldmullvadens ögon är täckta med skinn och de är helt blinda. Några ytteröron går inte att se och både öronöppningar och näsborrar är väl täckta med päls. Allt för att skydda mot jord och sand, när djuret gräver sina tunnlar.
Framtassarna är korta och försedda med fyra klor. Det tredje fingret är störst och används, tillsammans med det andra fingret, för att gräva med. Det första och fjärde fingret på tassarna är rudimentära. Baktassarna är också korta och har fem fingrar.
Hottentott-guldmullvaden har 36 tänder, enligt tandformeln 3/3, 1/1, 3/3, 2/2. Arten är liksom andra guldmullvadar zalambdodont, det vill säga har tänder i två kedjor, som möts i en vinkel.

## Habitat
Arten förekommer framför allt på tempererade gräsmarker med mjuk jord, där den enkelt kan gräva sina gångar. Men den förekommer även i kustskogar och savannskogar. Den trivs i nederbördsrika områden, som har minst 500 millimeter regn per år. Den har påträffats på upp till 3000 meters höjd över havet.
De gångar den gräver kan bli mer än 200 meter långa och nå ett djup på upp till en halvmeter.

## Föda
Hottentott-guldmullvaden lever av maskar, insektslarver, syrsor, snäckor, och spindlar.

## Förökning
Under parningstiden utstöter hanen smackande ljud och stampar med tassarna i marken. Uppvaktningen av honan kan vara bli våldsam och leda till parning som påminner om våldtäkt. Det finns till och med dokumenterade berättelser om parning som lett till honans död.
Parningen är inte bunden till någon speciell årstid, men inträffar oftare under regnperioden. Det beror på att födotillgången är bäst och djuren som mest aktiva.
Honan kan ha åtskilliga kullar under ett år och kan redan vara dräktig medan hon fortfarande diar sin senaste kull. Vanligtvis får hon 1-3 ungar per kull. En nyfödd unge väger i genomsnitt 4,5 gram och har en kroppslängd av 5 centimeter.

## Naturliga fiender
Mullvadssnok, genetter, manguster och schakaler är rovdjur som har denna guldmullvad på sin meny. På natten när djuren kryper ut ur sina tunnlar tillhör tornugglan dess fiender.

## Hot mot arten
Arten är inte föremål för några större hot. Den hotas dock lokalt av jakt och utsättning av gift från markägare som vill bli av med den. Tamhundar och tamkatter tar också en och annan guldmullvad.